# Rifugio Ospizio Sottile
Il rifugio Ospizio Sottile è un rifugio situato a 2480 m di quota nel comune di Riva Valdobbia (VC), presso il colle di Valdobbia, tra la val Vogna e la Valle di Gressoney. Il Rifugio Sottile è noto come l'"Ospizio" più alto d'Europa e come uno dei primi rifugi nati in Italia.

## Descrizione

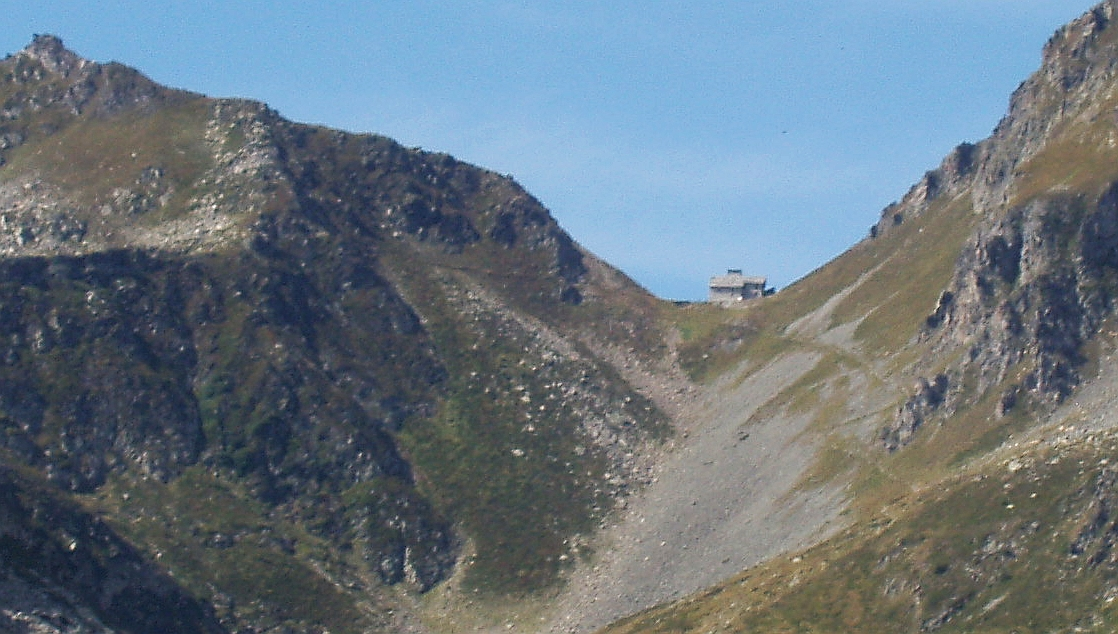
il colle di Valdobbia ed il rifugio visti dalla Valsesia.

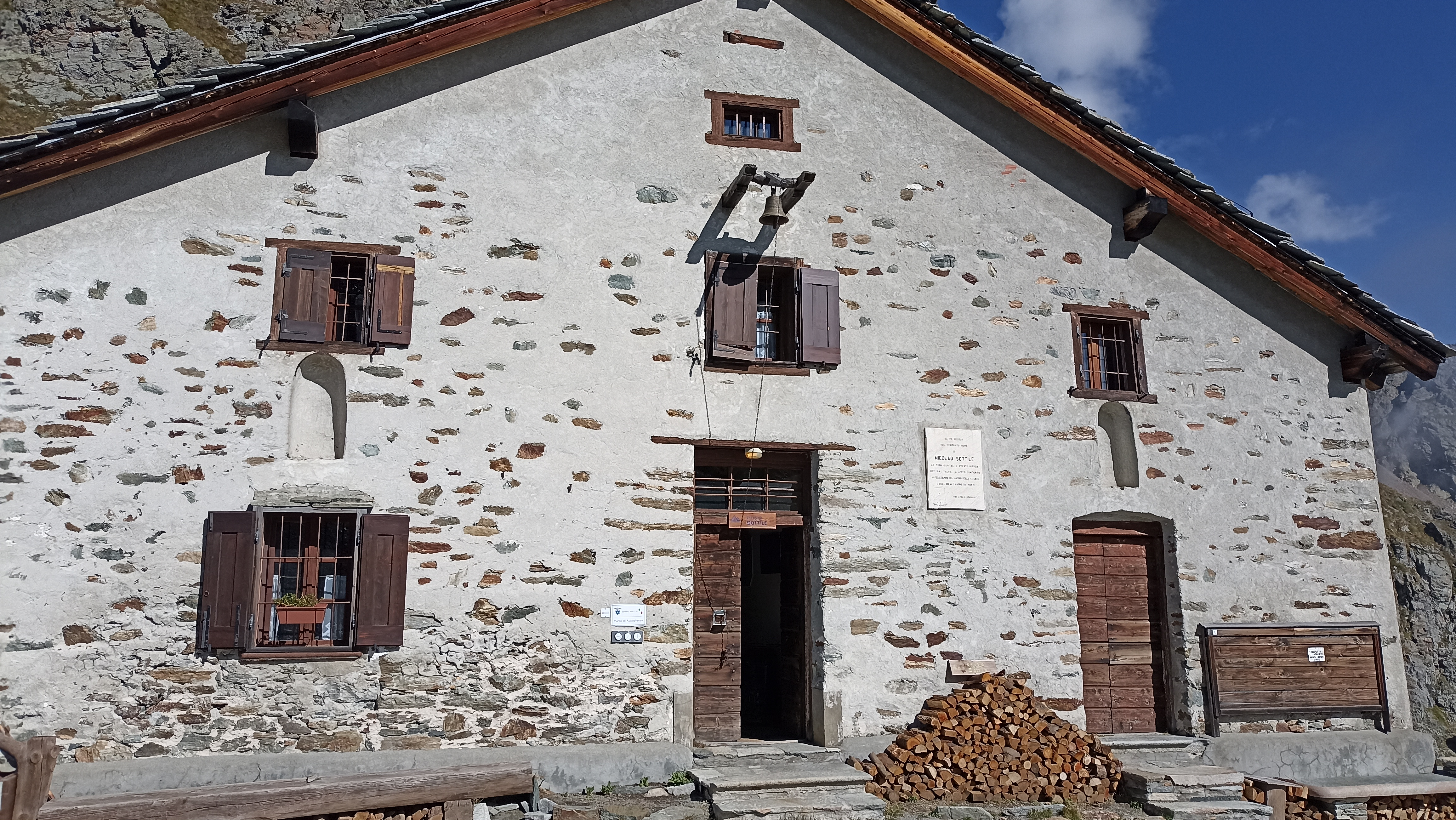
La facciata del rifugio.

Il rifugio dispone di 2 sale da pranzo a piano terra, 2 camere miste e 4 camere private. La gestione attuale garantisce un'apertura continuativa dalla metà di giugno alla metà di settembre, con prenotazione sempre consigliata.

## Storia
Il rifugio è intitolato a Nicolao Sottile che ne promosse la realizzazione nella prima metà del XIX secolo per fornire a chi transitava per il colle un punto di appoggio. In precedenza presso il punto di valico esistevano una cappella (oggi inglobata nel rifugio) e una stalla, le quali però si rivelarono insufficienti a proteggere adeguatamente dalle intemperie e dal gelo i passanti.

## Ascensioni
- Corno Bianco - 3320 m
- Corno di Valdobbia - 2755 m
- Punta Carestia - 2979 m
- Cresta Rossa -  2986 m